# Ganga (materiale)
La ganga è il materiale inerte (sabbia, ghiaia, pietrisco, ecc.) che si trova associato ai minerali utili in una miniera. 
Il termine deriva dal tedesco "Gang" (nella sua accezione di "filone" o "vena"), a sua volta derivato dal verbo "gehen" (andare).

## Separazione della ganga dai minerali
Nei giacimenti primari, quelli in cui i minerali utili si trovano nel sottosuolo, ancora inglobati nella roccia madre, la ganga viene separata dai minerali utili mediante successive frammentazioni alternate a lavaggi con acqua. Nei giacimenti secondari, generalmente di origine alluvionale, non c'è bisogno della frammentazione, essendo i minerali utili, mischiati a sabbia, ghiaia e pietrisco, già in gran parte separati. La percentuale di minerali utili è però generalmente molto maggiore nei giacimenti primari rispetto ai secondari. 
L'accurata separazione della ganga dai minerali è particolarmente importante per minerali di alto valore, come quelli che contengono oro o altri metalli preziosi, oppure pietre preziose, tra cui i diamanti. Può accadere, a causa di errori nella fase di separazione, che le discariche contengano ancora minerali di valore. Ad esempio il diamante Incomparable, del peso di 407,78 carati, è stato ricavato da un diamante grezzo trovato per caso da una bambina in una discarica nei pressi di una miniera del Congo (Kinshasa). 

## Usi
Dopo la separazione dei minerali utili, la ganga può essere usata per costruire terrapieni o per altri impieghi, ma più spesso è depositata in discariche nei pressi della miniera.